# لقاح FAKHRAVAC
لقاح FAKHRAVAC هو لقاح مرشح ضد فيروس كورونا التاسع عشر طورته منظمة الابتكار والبحث الدفاعي في إيران. ولم تثبت فاعليته للآن.